# SPOTV Golf & Health
SPOTV Golf & Health는 대한민국의 방송채널 사용사업자 에이클라 미디어그룹가 운영하는 스포츠 전문 케이블TV 채널로, 2012년 6월 8일에 개국하였다.
개국 초기에는 축구전문 채널을 표방, 한국프로축구연맹으로부터 제작비를 지원 받아 K리그1과 K리그2 등 국내 축구 리그를 제작 및 송출하며 해외 축구 리그도 송출, UFC 송출을 하였다. 하지만 시청률 부진으로 인해 광고수주에 어려움을 겪었으며 제작비용 지원 역시 인건비와 송출비로 인해 부족하다고 한다.
2015년 KBO 리그 5번째 중계 방송국으로 확정되면서 축구전문 채널에서 종합 스포츠 채널로 바뀌게 된다.
그러나 같은 해 8월 12일부터 KBO리그를 SPOTV에서 전담하게 되면서 SPOTV+는 다시 K리그 중계를 재개, 축구전문 채널 및 격투기, 농구채널로 돌아가게 되었다.
SPOTV+는 2020년에 SPOTV Golf & Health로 채널명이 변경되었다.

## 소속 아나운서
- 김명정
- 채민준
- 최두영
- 한재웅
- 김수빈
- 김민수
- 박찬웅
- 이준혁
- 윤장현
- 조주영
- 김진웅
- 양동석

## 소속 해설위원
- 축구 : 한준희, 송영주, 고정운, 김태륭, 김민구, 심재희, 윤화평, 문성환
- 격투기 : 김대환, 이동기
- 농구 : 김유택, 조현일, 박세운

## 프로그램
- K리그
- DFB-포칼
- UEFA 챔피언스리그
- UEFA 유로파리그
- 세리에 A
- 위클리 사커
- UFC
- 리그 1
- 테니스

## 같이 보기
- SPOTV